# Adolf Horsetzky von Hornthal
Adolf Horsetzky von Hornthal (12. února 1847 Praha – 10. února 1929 Vídeň) byl rakousko-uherský generál. V c. k. armádě sloužil jako absolvent Vojenské akademie od roku 1865 a zúčastnil se několika válečných tažení. Později byl štábním důstojníkem, uplatnil se také jako diplomat, pedagog a autor odborných prací v oboru vojenské teorie. V závěru své kariéry byl velitelem armádního sboru v Krakově (1903–1907) a v armádě dosáhl druhé nejvyšší hodnosti polního zbrojmistra (1904). Po odchodu do penze (1907) žil v soukromí.

## Životopis
Pocházel z rodiny s vojenskou tradicí povýšené v roce 1826 do šlechtického stavu a byl rodákem z Prahy. Studoval na Tereziánské vojenské akademii ve Vídeňském Novém Městě a jako poručík nastoupil v roce 1865 k 30. praporu polních myslivců. Zúčastnil se prusko-rakouské války a bojoval v bitvě u Hradce Králové. Poté si doplnil vzdělání na Válečné škole (K.u.k. Kriegsschule) ve Vídni a v hodnosti nadporučíka byl zařazen do sboru důstojníků generálního štábu. V roce 1872 byl povýšen na kapitána, později se podílel na okupaci Bosny a Hercegoviny. V roce 1879 se jako major stal velitelem 33. praporu polních myslivců, v roce 1880 byl jako delegát vyslán na vojenské manévry do Francie. Jako podplukovník (1882) byl odeslán na diplomatickou misi do Petrohradu (1883). V letech 1884–1888 působil jako pedagog na Válečné škole ve Vídni. Mezitím byl v roce 1886 povýšen do hodnosti plukovníka a od roku 1888 vedl operační kancelář generálního štábu.
V roce 1891 byl povýšen do hodnosti generálmajora a v letech 1892–1895 byl velitelem 12. pěší brigády v Klagenfurtu. K datu 1. listopadu 1895 získal hodnost polního podmaršála a převzal velení 12. pěší divize v Krakově. Od prosince 1903 byl velitelem 1. armádního sboru v Krakově, respektive zemským velitelem pro západní Halič, Slezsko a severní Moravu. K datu 1. listopadu 1904 dosáhl druhé nejvyšší hodnosti polního zbrojmistra. V květnu 1907 byl penzionován, ale v roce 1908 ještě získal hodnost titulárního generála pěchoty. Uplatnil se také jako spisovatel a byl autorem několika publikací z oboru vojenské teorie.

## Tituly a ocenění
Jako velitel armádního sboru obdržel v roce 1903 titul c. k. tajného rady s nárokem na oslovení Excelence. Od roku 1904 byl čestným majitelem pěšího pluku č. 90 dislokovaného v Jarosławi. Během své kariéry získal řadu ocenění. Byl nositelem Řádu železné koruny II. třídy, rytířem Leopoldova řádu, dále držitelem Vojenského záslužného kříže a Vojenské záslužné medaile. Vzhledem ke svým diplomatickým aktivitám získal vyznamenání také v zahraničí. Byl rytířem ruského Řádu sv. Anny, pruského Řádu červené orlice, důstojníkem francouzského Řádu čestné legie, důstojníkem italského Řádu sv. Mořice a Lazara a nositelem velkokříže saského Řádu Albrechtova.
Jeho starší bratr Karl (1844–1906) byl také vysokým důstojníkem c. k. armády a dosáhl hodnosti polního zbrojmistra. Sestra Melanie (1852–1931) se prosadila jako sochařka. Nejmladším ze sourozenců byl Ernst (1865–1943) se v rakousko-uherské armádě uplatnil jako vojevůdce za první světové války a byl generálem pěchoty.